# Српско-аустроугарски царински рат
Царински рат (свињски рат) је био трговински сукоб између Краљевине Србије и Аустроугарске монархије. Наступио је 12. јануара 1906, после прекида преговора који су вођени у Бечу. Трајао је до ступања на снагу новог трговинског уговора 9. јануара 1911. године.

## Позадина
Експанзионистичке тежње Хабзбуршке монархије су доводиле у питање стремљења Краљевине Србије. Од 1900. године Србија је почела да се ослања на Русију и напушта аустрофилску политику. Србија је дошла у оштар сукоб с политиком Аустроугарске након обарања династије Обреновић 1903. године, као и због интереса у Санџаку и тежње за аутономијом словенских народа у Аустроугарској, посебно у Босни и Херцеговини.
Због заоштрене ситуације на Балкану, Србија је предузимала мере за јачање своје војске, а Аустроугарска је решила да је у томе омете. Србија је имала намеру да набави артиљериско наоружање у Немачкој код Крупа и у Француској код Шнајдера, с обзиром да је на финансијским тржиштима тих земаља и тражила зајам. Међутим, Аустроугарска је искористила економску зависност Србије према њој и, почетком децембра 1904, закључила трговински уговор, којим је условила набавку топова код њене фабрике Шкода, чији се део акција налазио у рукама бечких дворских кругова. Тако је настало тзв. „топовско питање”, којим је Аустроугарска желела да обезбеди рад Шкоде на српском наоружању, чиме би њеним власницима повећала профит, а српску владу присилила да води онакву политику каква је одговарала интересима Аустроугарске.
Пре него што је у Француској закључила зајам од 110 милиона франака, Србија је предузела прве кораке да, ако буде потребно, преоријентише свој извоз преко Солуна. Међутим, таква политика је наишла на отпор једног дела српске буржоазије, као и неких личности које су се налазиле под окриљем краља. Из тог разлога је влада Николе Пашић је била присиљена да поднесе оставку, а након тога је пропао и уговорени зајам за наоружање, што је представљало успех Беча, као резултат његовог притиска. Нова влада самосталних радикала је добила зајам од 70 милиона франака, код белгијских финансијских кругова повезаних са аустроугарским капиталом.
Повод за нови притисак на Србију је било закључивање Уговора о царинском савезу између Краљевине Србије и Бугарске. Овај царински савез је ступио на снагу 21. јула 1905. у Београду, али је бугарска влада, противно утврђеним условима за потпис самог уговора (уговорено је било и о томе потписана заједничка декларација, да се уговор неће објављивати, пре но што Србија закључи трговински уговор с Аустроугарском, што је био услов за потпис уговора о царинском савезу), поднела Народном Собрању уговор о царинском савезу на одобрење и оно га је једногласно усвојило (крајем децембра 1905/почетком јануара 1906).
Аустроугарска је сматрала, да је овај уговор уперен против њених политичких и економских интереса, па је прекинула преговоре са Србијом ради закључења трговинског уговора са њом. Сматрало се притом да ће Србија, будући економски слаба и зависна од тржишта Аустроугарске за своје најважније производе, брзо капитулирати. Аустроугарска је одмах забранила увоз и превоз стоке, живине и пољопривредних производа, што је иначе била мера којој је прибегавала увек, још од Берлинског конгреса, да би остварила своје интересе. На забране и пооштравање других мера, које је отпочела примјењивати Аустроугарска на увоз из Србије, Србија је одговорила истим мерама (12. јануара 1906). До примене реторзивних царина није долазило. Србија је 1906. године увела потпуно нову царинску тарифу и максималне царине на робу из Аустроугарске, забранила увоз и транзит шећера и шпиритуса, а касније и других монополских производа, који су долазили из Аустроугарске.
Тако је избио дуготрајни „свињски рат“ који је довео до потпуног прекида зависности српске економије од Аустроугарске.

## Царински рат
Владајући кругови у Бечу су желели да малу и привредно неразвијену Србију потчине свом диктату и у исто време онемогуће било какву српско-бугарску сарадњу. Зато су прекинути трговински преговори и с Бугарском и извршен је на њу притисак да одступи од Царинског савеза. У почетку су сва та настојања остала без резултата. Бугарски кнез је обећавао да ће се држати обавеза које проистичу из Уговора о царинском савезу и учинити све да олакша положај Србије, чиме је Бугарска пред Турском демонстрирала своју сарадњу са Србијом, а с друге стране, гурала Србију у заплет са Аустроугарском, одвлачећи њену пажњу од Македоније, а са друге стране бугарској политици дала што слободније руке. Чак и таква бугарска подршка је била од користи српској влади у борби против притиска Аустроугарске.
У Бечу су убрзо увидели да је Србија решена да истраје и да су на њеној страни симпатије не само држава чији се интереси не поклапају са аустроугарским већ донекле и Немачке, па је аустроугарска страна показала спремност да се ипак наставе трговински преговори.

Дана 6. марта 1906, пошто су по захтеву Аустроугарске најпре напуштене главне одредбе из уговора о царинском савезу с Бугарском, јер Краљевини Србији није више било, после стеченог искуства, до тога, да на питању о савезу царинском с Бугарском води царински рат с Аустроугарском, обустављене су репресалије и постигнут је споразум о провизорном уређењу међусобних трговинских односа, до закључења трговинског уговора. По том споразуму, који је био закључен на бази признања највишег повлашћења, Аустроугарска је уживала за сву робу, која је приспела, а остала неоцарињена до 15. фебруара 12 сати ноћу, кад је престао важити трговински уговор с њом закључен 1892, повластице тог уговора и уговора с другим државама, који су били у важности, а за робу пристиглу после тог времена, само повластице из уговора с другим државама. Србија је добила право да увози стоку и сточне производе, за које се преко Министарства Народне Привреде морало тражити претходно одобрење, и увоз и провоз свежег меса и живине без претходног одобрења, уживајући такође при увозу у Аустроугарску највише повлашћење. Овај провизориј је престао 24. јуна 1906, кад су обе земље почеле да примењују своје опште тарифе. Марта 1908. закључен је у Бечу трговачки уговор, који је Народна скупштина одобрила 5. јуна 1908. Законодавним решењем од 5. августа, које је потврђено указом од 11. августа исте године, влада је била овлашћена, да овај уговор уведе у живот и пре ратификације, и уговор је 19. августа уведен провизорно у живот. Овај уговор није био ратификован, пошто то Аустроугарска није хтела и он је престао да важи 18. марта 1909. Овом нередовном стању, које је трајало и после престанка Царинског рата, учињен је крај уговором од 14—27. јула 1910, закљученим у Београду, који је био ратификован и ступио на снагу 9. јануара 1911.

## Последице
Царински рат је српској економији наметнуо захтев да брзо преоријентише извоз, нарочито стоке, на нова тржишта. Овакав притисак је био типичан пример диктата, уцена и односа великих империјалистичких држава према малим земљама. Царинским ратом је била угрожена егзистенција, не само српске буржоазије, него и сељаштва, због чега су српски владајући кругови добили снажну подршку народних маса. На тај начин је јединствена Србија упрегла све своје снаге да, уз помоћ Француске и Италије и наклоност Бугарске и Турске, које су због својих интереса олакшавале српски извоз, реши све потешкоће које јој је донео Царински рат.

Одобрењем ванредног кредита од 500.000 динара на отварање и изналажење нових тржишта за стоку и сточне производе, успела се избећи и најмања штета. Убрзо су нађена нова тржишта за стоку и сточне производе, цене су пошле увис и трговина је узела свој нормалан ток.
Нови партнери су пронађени у Немачкој, Египту, Француској, Русији, Енглеској и Швајцарској, као и у другим државама, али са мањим уделом. Истовремено је са изградњом саобраћајног система, јачањем контроле квалитета и смишљеног рекламирања домаћих производа, Србија предузела и мере за интензивирање робног промета. Коначно, Србија је успела не само да знатно повећа обим своје спољне трговине већ и да прошири број својих трговинских партнера. Кланичка предузећа су у овом времену учинила сјајне услуге земљи. Између 1906. и 1909. годишња вредност извоза је премашила биланс у претходној години за око 29 милиона динара. Аустроугарска која је пре избијања царинског рата покривала готово 88% свог укупног увоза, обављала је сада само још 30% српске спољне трговине, чиме је повлашћен положај уступила другим државама. Трговински уговор од 1910. није више могао вратити Србију у економску зависност, она се после Царинског рата нашла на широком простору, и нове везе показале су се чврсте.

## Књижевност
Царински рат је детаљно описан у другој књизи романа Борислава Пекића „Златно руно”.